# 羟化三苯基锡
羟化三苯基锡（英語：Triphenyltin hydroxide，也称作三苯基氢氧化锡）是一种有机锡化合物，分子式为Sn(C6H5)3OH。羟化三苯基锡通常作为杀真菌剂使用，用于土豆、甜菜和胡桃的防病害。 它最早在美国作为农药注册（1971年）。